# Pietrowicze (rejon oszmiański)
Pietrowicze (biał. Пятровічы; ros. Петровичи) − wieś na Białorusi, w obwodzie grodzieńskim, w rejonie oszmiańskim, sielsowiecie Boruny.

## Historia
W czasach zaborów folwark i wieś w gminie Holszany, w powiecie oszmiańskim, w guberni wileńskiej Imperium Rosyjskiego. W 1866 roku folwark w 1 domu zamieszkiwało 30 osób, wieś miała 15 domów i 97 mieszkańców. W 1905 roku folwark liczył 11 mieszkańców, 122 dziesięcin, własność Łazarewicza, wieś liczyła 154 mieszkańców, 220 dziesięcin.
W latach 1921–1945 wieś i folwark leżały w Polsce, w województwie wileńskim, w powiecie oszmiańskim, w gminie Holszany.
W 1931:
- wieś w 27 domach zamieszkiwało 145 osób[3].
- folwark w 1 domu zamieszkiwało 9 osób[3].

Wierni należeli do parafii rzymskokatolickiej w Holszanach. Miejscowość podlegała pod Sąd Grodzki w Holszanach i Okręgowy w Wilnie; właściwy urząd pocztowy mieścił się w Holszanach.
Po II wojnie światowej w granicach Związku Sowieckiego. Od 1991 w niepodległej Białorusi.